# Future Drama
Future Drama (France) ou Les Enfants de l'avenir (Québec) (Future-Drama) est le 15e épisode de la saison 16 de la série télévisée d'animation Les Simpson.

## Synopsis
Le professeur Frink révèle le futur de Bart, adolescent, et de Lisa, en passe d'aller à Yale.

## Ce qui s'est passé à Springfield entre cet épisode et le reste de la série

### Les personnages
- Alors que Lisa avait 12 ans, elle a été sauvée d'un incendie par Milhouse (qui avait lui-même allumé l'incendie).
- Moe s'est fait cloner "à partir d'un bout de gras prélevé dans son dos". Ce qui fait qu'il existe le Moe original, un clone (qui se prend d'ailleurs pour l'original), et une araignée douée de parole qui possède le même visage que Moe (elle s'était introduite dans la machine de clonage).
- Maggie est partie vivre en Alaska et se fait arrêter (comme le montre une carte-postale-vidéo qui ressemble à une photo polaroïd animée) par la police pour "D.U.I." (Driving under influence, conduite en état d'ivresse).
- Smithers suit un traitement à base de piqûres (une toutes les 10 minutes) pour se débarrasser de son homosexualité (moyennant quoi il proclame qu'il aime les "big boobs", les gros seins). C'est d'ailleurs le seul épisode où il avoue explicitement qu'il est naturellement gay.
- Homer et Marge sont séparés, et Marge a une liaison avec Krusty, dont le cou est déformé par la graisse, mais qui est encore vaillant. Cependant, la situation s'arrange pour Homer et Marge à la fin de l'épisode.
- Homer (coiffé d'une perruque brune) et son grand fils Bart vont draguer chez Moe, et cherchent à lier conversation avec deux dames installées, dos tourné vers eux, devant des mojitos. Et Bart découvre avec stupéfaction qu'il s'agit de Mme Krabapple et de sa collègue l'enseignante éthylique chronique. "Veux-tu que la situation devienne encore plus surprenante ?" demande (en substance) Mme Krapabelle à Bart…
- Le professeur Frink s'est suicidé par pendaison dans sa cave.
- Homer a acheté une maison sous-marine, ce qui est à l'origine de son divorce avec Marge.
- Lisa a pris deux ans d'avance sur ses études.
- Nelson Muntz entretient une relation amoureuse avec les deux jumelles anémiques Sherry et Terry (toutes les deux à la fois, "pour ne pas faire de jalouse", dit-il). Au bal de promo, il danse le slow en même temps avec les deux jeunes femmes au ventre distendu par une grossesse gemellaire, et on entend les fœtus faire "ha-ha !" comme leur père. Toutefois, Nelson s'enfuit vers la fin de l'épisode alors que les deux jumelles ont accouché toutes deux de jumeaux ressemblant exactement à leur père. Nelson prétend qu'il part acheter des cigarettes ; les jumelles lui font remarquer que c'est ce qu'avait dit son père lorsqu'il disparut (référence à l'épisode Coucher avec l'ennemi).
- Milhouse a gagné énormément de muscles partout sur le corps — à l'exception des mollets — en faisant du culturisme intensif, mais il est toujours aussi velléitaire et pleurnichard.
- Comme "il est normal pour de jeunes américains de faire l'amour après le bal de promo" (dit Jenda) Bart et son amie se retrouvent, avec de nombreux autres couples en voiture, sur le parking du promontoire "Contaception Lookout" qui domine Springfield. Bart et Jenda s'installent sur une couverture face au panorama, mais le jeune homme refroidit sa compagne en lui parlant de l'avenir de marginaux qu'il envisage pour eux; en bonne américaine de la middle-class, Jenda lui dit immédiatement adieu.
- Toute la police locale a été transformée en répliques de Robocop.
- Au bal de promo, Ralph Wiggum s'est installé près du classique grand bol de punch, et annonce aux filles qui viennent se servir qu'il a (enfin) résolu ses problèmes d'incontinence. Apparemment elles ne sont pas tentées. Nelson a versé un psychodysleptique dans le punch que Ralph se sert : le jeune homme a une hallucination colorée effrayante, et éclate en sanglots.
- Un Skinner très décrépit vient au micro présenter son remplaçant  : c'est Kearney Zzyzwicz, le bully au crâne rasé, qui commence par énumérer les produits interdits de consommation pendant la soirée (le tabac vient en fin de liste). Skinner dit aussi adieu à l'inspecteur Chalmers, qui tourne sans arrêt sur place dans sa petite voiture, réduit à un état végétatif à la suite de la prise d'une « drogue d'un nouveau genre » (allusion au Viagra ?).
- Le robot de Martin Prince (ils dansaient ensemble pendant le bal de promo) déclenche son programme d'auto-destruction, car il ne supporte plus son constructeur.
- Malgré le fait qu'ils n'aient que 8 ans au moment de l'épisode, les octuplés d'Apu Nahasapeemapetilon dirigent le mini-market. Et ils ont développé un racisme anti-blanc très intense.
- L'épisode n'est pas clair sur ce point, mais Karl et Lenny sont peut-être morts, et leurs fantômes habiteraient deux arbres voisins dans la forêt.
- Bart parle maintenant couramment trois langues : l'anglais, les bruits d'aisselles (voir plus bas), et probablement l'espagnol (il a appris à le parler dans l'épisode Aventure au Brésil, en ignorant que le Brésil parle portugais).
- Homer a inventé une technique dont il se sert pour ne pas donner de pourboire aux livreurs : il se bâillonne et s'attache lui-même, pour ensuite être dans l'impossibilité de payer.
- Dystopie : Lisa n’a pas obtenu la bourse Burns pour étudier à Yale (c’est Bart qui l’a décrochée), elle doit épouser Milhouse, qui vend sa moelle osseuse pour subvenir aux dépenses quotidiennes. Et comme Milhouse n’a pas beaucoup de moelle, l’électricité est souvent coupée… Heureusement, Bart offre la bourse à Lisa.

### Le monde
- Un unique modèle de voiture aéroglisseur est sorti, et est perclus de problèmes techniques. Un deuxième modèle, nommé Aérobis, est en cours d'étude.
- Les vaisseaux spatiaux ont été inventés et se sont vite banalisés. Les éboueurs de Springfield les utilisent pour ramasser les poubelles.
- La physique quantique est presque entièrement maîtrisée, et sert d'alternative aux tunnels.
- Les techniques de clonage humain sont fonctionnelles.
- Les cartes postales peuvent maintenant afficher des vidéos personnalisées à la place des photos.
- Les appareils photos ont une fonctionnalité qui permet de faire apparaître une photo comestible sur un gâteau (d'après Marge, ceci existe depuis qu'un scientifique a également choisi une carrière de magicien).
- Les jets-pacs sont accessibles aux classes aisées.
- Le cours de charbon est passé au-dessus de celui du diamant.
- M. Burns a fait interdire la fête de Noël. Pour se faire pardonner, il a mis en place une bourse d'études pour aider l'enfant le plus intelligent de Springfield.
- Les pistolets se sont vus couplés avec la technologie des portables.
- À la suite d'un ou des événement(s) inconnus, Springfield comporte plusieurs zones interdites dangereuses. Dont : une zone radioactive, une zone à l'air empoisonné, une zone où la nuit est éternelle, et une infestée par un nouvel animal nommé Cleptoclam (mélange de palourde, d'oiseau et de licorne, vivant en bande et s'en prenant aux humains).
- À la suite du réchauffement climatique, l'Alaska a perdu ses neiges et a beaucoup gagné en température. C'est maintenant une station balnéaire très connue. Les derniers ours polaires qui y survivent meurent de faim.
- Yale a interdit les cours de science aux garçons.
- Les États-Unis ont acquis un nouvel état au Proche-Orient, qu'ils ont nommé Israëlie-Saoudite.
- Les bruits d'aisselles sont devenues une langue vivante officielle, donc avec une grammaire, un vocabulaire et une conjugaison. Bart la parle couramment (il le démontre en traduisant de l'anglais à cette nouvelle langue : « Votre ville est très belle. Où puis-je trouver un hôtel ? »)

### Autres futurs
- Cletus Spuckler exerce la fonction de vice-président des États-Unis.
- Kang et Kodos envahissent la planète, sans que l'on sache s'ils y arrivent ou non.
- Hassanal Bolkiah, -le sultan de Brunei en fonction au moment de la création de l'épisode, de sa diffusion, et encore actuellement- est mort. Si son nom n'est pas cité dans l'épisode, c'est une affaire de logique. En effet, Cletus dit qu'un sultan est mort. S'il s'agit d'Hassanal, il est mort, s'il s'agit de l'un de ses descendants, cela signifie qu'il est mort avant l'épisode.
- Flanders assassine Homer avec un sabre japonais.